# Tetrix fuchuanensis
Tetrix fuchuanensis är en insektsart som beskrevs av Zheng, Z. 1998. Tetrix fuchuanensis ingår i släktet Tetrix och familjen torngräshoppor. Inga underarter finns listade i Catalogue of Life.